# Trabant
La Trabant fu un'automobile prodotta dalla casa automobilistica VEB Sachsenring Automobilwerke Zwickau. La Trabant fu progettata e messa in produzione negli anni cinquanta nella Repubblica Democratica Tedesca (DDR), e continuò ad essere prodotta fino alla riunificazione (1990), e per un solo anno nella Germania unita.

## Il contesto
Nata come l'auto del popolo tedesco dell'Est (un po' come la Volkswagen per il popolo del regime nazista), la Trabant fu di fatto l'unica scelta possibile per il trasporto privato: nella DDR esisteva un'altra casa automobilistica, la Wartburg, che produceva automobili per qualità e tecnologia superiori alla Trabant della Sachsenring; tuttavia i costi proibitivi delle automobili Wartburg di fatto relegavano il ruolo della Trabant ad auto del popolo, mentre le Wartburg erano usate dalle persone che facevano parte della nomenklatura della Germania Est.

Il logo della Trabant

Inizialmente la sua denominazione fu quella di AWZ (Automobilwerk Zwickau). Il nome Trabant venne utilizzato per la prima volta nel 1957 per il modello definitivo P50 e significa satellite. Agli inizi questo modello doveva essere un motoveicolo, che solo alla fine del progetto venne convertito in una automobile. La P50 era dotata di un motore a due tempi di 500 cm³.
Le Trabant hanno una struttura base a telaio in acciaio, con carrozzeria realizzata in materiali plastici; furono le prime auto tedesche con la carrozzeria realizzata in materiali plastici.
Nello specifico, per realizzare la carrozzeria veniva utilizzato il Duroplast, un materiale pressato di notevole spessore, contenente lana o cotone impregnato di resine.
Questo materiale era economico da produrre, robusto e molto leggero, efficace come isolante termico, assolutamente non ossidabile o degradabile; non si deformava plasticamente agli urti, come avviene con l'acciaio, ma, quando fortemente sollecitato, subiva fratture, rendendo non banale la riparazione (che comunque poteva avvenire con applicazione di resine); la carrozzeria, pertanto, poteva proteggere efficacemente gli occupanti della vettura solo a velocità contenute, congruenti con il tipo di mezzo.
A causa delle sue caratteristiche il Duroplast si è dimostrato assolutamente non degradabile e la sua trasformazione richiede lavorazioni costose; l'unica possibilità per smaltirlo è stata trovata nel suo impiego, una volta macinato, come componente delle pavimentazioni stradali.
La fabbrica produceva tre modelli d'auto: la berlina, la cabriolet e la giardinetta; tutte le "601" (dagli anni Sessanta agli anni Ottanta) montavano motori a due tempi di 595 cm³ per 25 cavalli che solo dal maggio 1990 al 30 aprile 1991 venne sostituito con quello da 1043 cm³ della Volkswagen Polo, (come era consuetudine nei paesi dell'est i motori venivano sostituiti; molti proprietari della vettura avevano anche montato sulle loro auto il motore della Fiat 128). Le prestazioni con motore a due tempi erano modeste e l'auto impiegava 29 secondi per raggiungere i 100 km/h con partenza da fermo, mentre la velocità massima era di 112 km/h. Il motore originale a due tempi produceva inoltre notevoli emissioni.
Con la riunificazione, la produzione di modelli di automobili come la Trabant fu resa anacronistica e superata da quelli delle case automobilistiche occidentali; anche le rigide misure anti-inquinamento della Germania riunificata, determinarono la cessazione della produzione. Oggi la Sachsenring AG produce solo dei componenti di ricambio per motori a combustione interna.
Nei primi anni Novanta era possibile acquistare una di queste vetture per una cifra irrisoria, e per un certo periodo vi fu un vivace mercato. Con l'andare del tempo però si sono fatte più rare ed il loro prezzo è aumentato, pur rimanendo sempre piuttosto contenuto.
Oggi si può ancora vedere il modello circolare in alcuni paesi dell'Europa orientale come Ungheria, Romania, Bulgaria, Moldavia, ma talvolta anche in Islanda, dove le auto "datate" (moltissime statunitensi anni Sessanta-Settanta, ma anche automobili dell'est Europa quali la Trabant) sono apprezzate per la loro robustezza, che le rende adatte al clima freddo, alle velocità moderate e alle strade non asfaltate dell'isola. Mentre la carrozzeria è virtualmente eterna, lo stesso non si può dire del telaio.
In effetti la Trabant salì agli onori della cronaca anche alla fine degli anni Novanta quando si venne a sapere che era riuscita a superare il test dell'alce, mentre vetture molto più moderne (come la Mercedes-Benz Classe A), in un primo momento, non ce l'avevano fatta (questo test è una prova di stabilità condotta effettuando, con la vettura in movimento, una sterzata brusca come se si dovesse evitare un animale che attraversasse la strada improvvisamente, un test molto importante nei paesi dell'Europa Settentrionale). La Trabant, che il test l'aveva superato addirittura nel 1990, ricevette un inaspettato riconoscimento per le sue doti di stabilità.
Un sondaggio del settimanale TIME l'ha inserita tra le 50 auto peggiori della storia. Le critiche derivano soprattutto dalla rumorosità, dalla fumosità allo scarico e dalle modeste prestazioni.

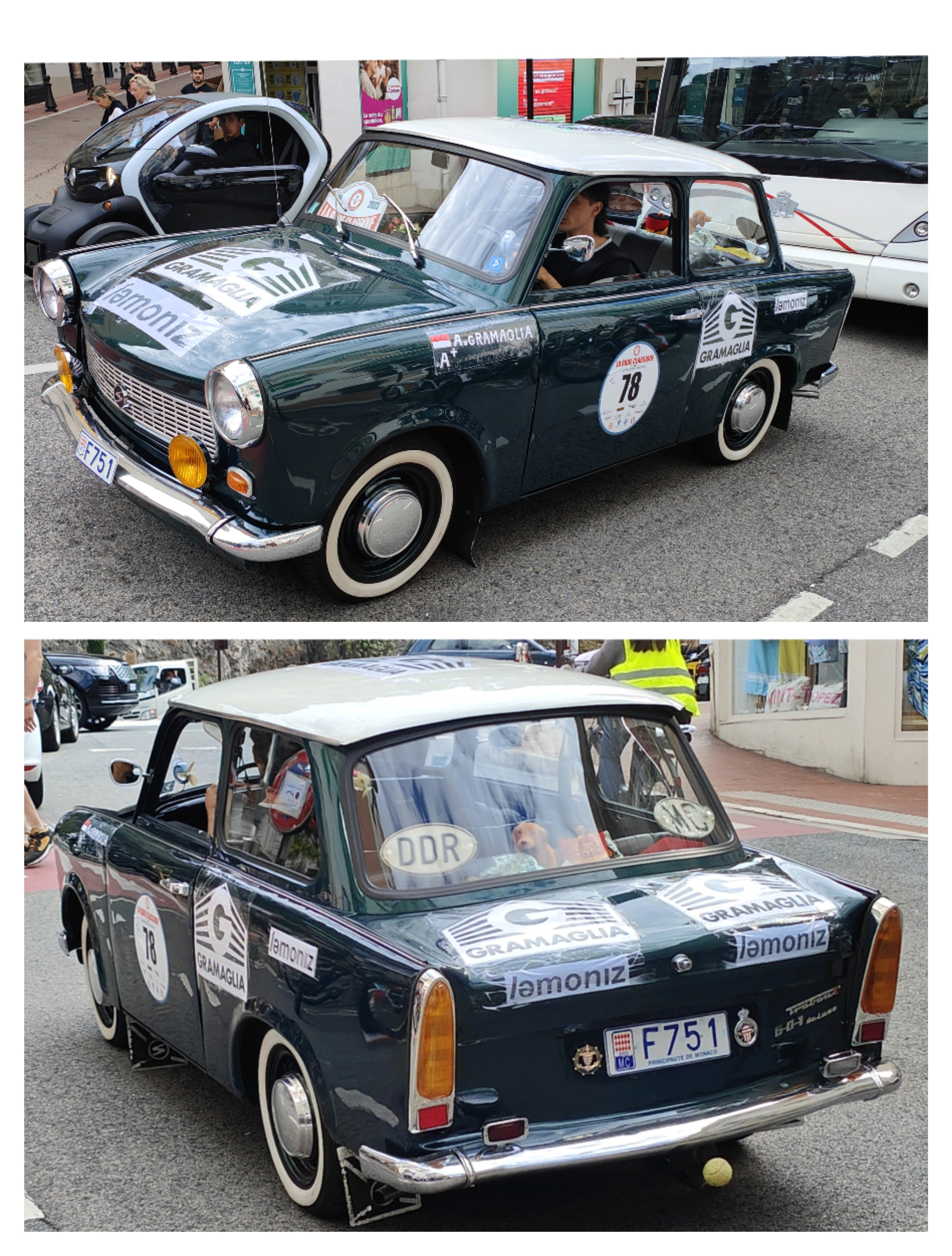
Trabant immatricolata Monte Carlo (foto avenue Grimaldi-2023)

Dal 2011 al 2021 il numero di Trabant registrate in Germania sono passate da circa 3 000 a 38 172, per via del sentimento nostalgico sviluppatosi a seguito della scomparsa della DDR, definito come "Ostalgie".

## Galleria d'immagini
Di seguito viene mostrata una breve carrellata fotografica delle quattro serie della Trabant:
| Trabant P50 | Trabant P60 | Trabant 601 | Trabant 1.1 |
| ----------- | ----------- | ----------- | ----------- |
| 1957-62     | 1962-65     | 1964-90     | 1990-91     |
|             |             |             |             |
|             |             |             |             |

## Esemplari prodotti
| Versione                                 | Anni di produzione                       | Esemplari |
| ---------------------------------------- | ---------------------------------------- | --------- |
| Trabant P50/500                          | dal 1957 al 1962                         | 131 450   |
| Trabant P60/600                          | dal 1962 al 1965                         | 106 987   |
| Trabant 601                              | dal 1964 al 1990                         | 2 841 590 |
| Trabant 1.1                              | dal 1989 al 1991                         | 38 994    |
| Totale N.B.:Dati calcolati non ufficiali | Totale N.B.:Dati calcolati non ufficiali | 3 119 021 |

## La Trabant nei media

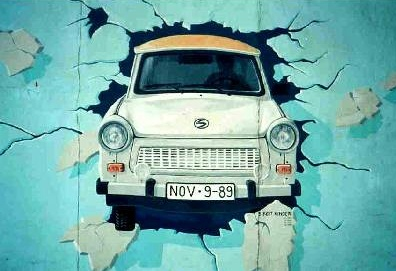
Graffito della Trabant sul Muro di Berlino

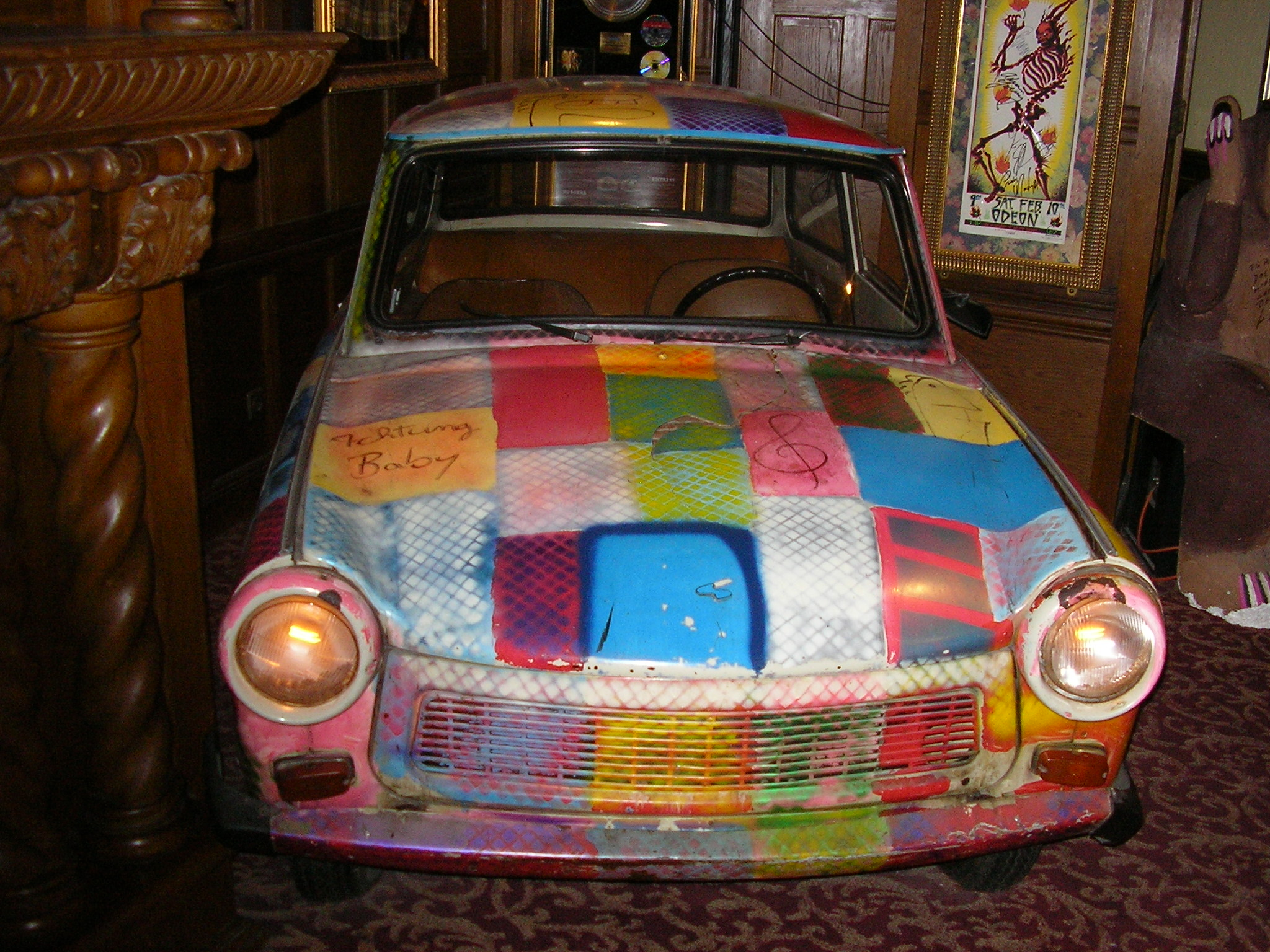
Trabant usata come scenografia dagli U2

- Le Trabant furono utilizzate come scenografia nei concerti dello Zoo Tv Tour (1992-1993) del gruppo rock irlandese U2.
- Il film comico tedesco Quella Trabant venuta dall'Est (Go Trabi Go, 1991) descrive il viaggio di una famiglia dalla Germania Est all'Italia a bordo di una Trabant.
- Nel film Good Bye, Lenin!, per cercare di chiedere alla madre i soldi da cambiare durante la riunificazione, Alex le dice che è arrivata la Trabant che avevano ordinato, e lei si stupisce dei soli tre anni di attesa, e per rendere più credibile la cosa lui e Ariane la portano alla dacia di famiglia con tale mezzo. Inoltre Ariane accenna che Rainer ne aveva acquistata una.
- Nel film Ogni cosa è illuminata, i protagonisti attraversano l'Ucraina a bordo di una Trabant.
- In una storia Disney di Enrico Faccini la macchina di Paperoga è una "Traballant", parodia della Trabant; in un censimento condotto da Paperino e Paperoga per conto di zio Paperone, un'auto con un nome simile, la "Trabalt", viene ritenuta l'auto preferita dai paperopolesi.
- In diverse scene del film Gatto nero, gatto bianco del regista Emir Kusturica, appare un maiale, che lentamente divora la carcassa di una Trabant.
- Nel film Matrimonio per sbaglio (2006) di Michael Ian Black viene utilizzata una Trabant da Matador, un amico della protagonista.
- Nel film Subspecies (1991) la protagonista viaggia assieme alle due amiche attraverso la Romania con una Trabant giardinetta.